# A Lady Takes a Chance

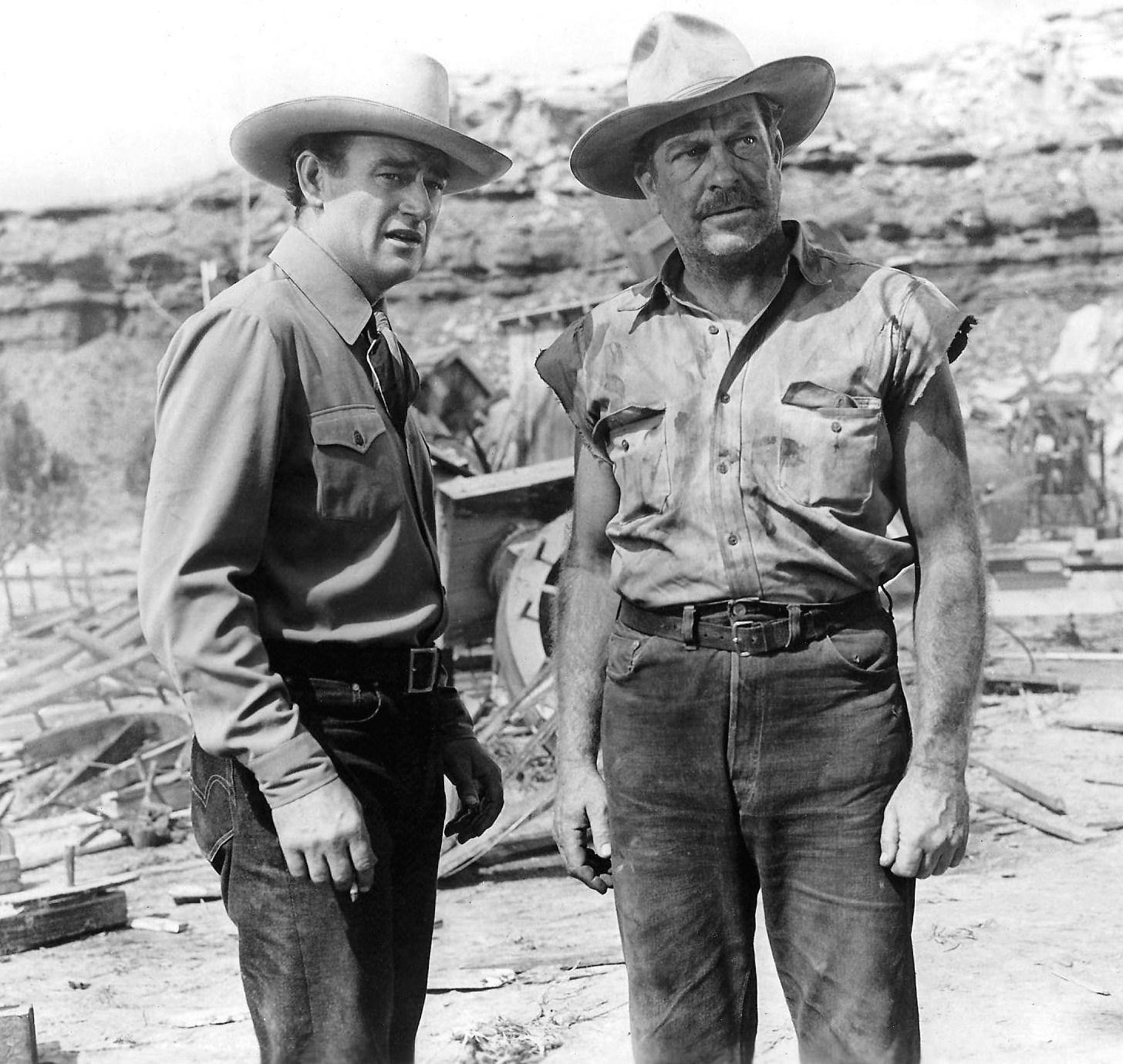
Alto e durão, Grant Withers (à direita), na foto com John Wayne em In Old Oklahoma, começou estrelando pequenos dramas românticos e filmes de ação. A partir de meados da década de 1930, estrelou alguns seriados até ser relagado a pequenos papéis em produções B, geralmente como vilão. Suicidou-se em 1959.

A Lady Takes a Chance é um filme estadunidense de 1943, do gênero comédia romântica, dirigido por William A. Seiter e estrelado por Jean Arthur e John Wayne.
Espécie de It Happened One Night no Velho Oeste, o filme é valorizado pela perfeita atuação da comediante Jean.
Apesar da produção pobre, o público aprovou e transformou a película em um dos grandes sucessos da RKO Radio Pictures no ano.

## Sinopse
Molly, entediada com Nova Iorque, compra passagem para "Quatorze Excitantes Dias no Velho Oeste". Quando chega, conhece o peão de rodeio Duke, que literalmente cai em seu colo. Daí, ele a introduz no Oeste real, o que significa brigas, bebidas e jogatinas. Não é difícil perceber que o amor está no ar.

## Elenco
| Ator/Atriz        | Personagem           |
| ----------------- | -------------------- |
| Jean Arthur       | Molly Truesdale      |
| John Wayne        | Duke Hudkins         |
| Charles Winninger | Waco                 |
| Phil Silvers      | Smiley Lambert       |
| Mary Field        | Florrie Bendix       |
| Don Costello      | Bêbado               |
| John Philliber    | Dono do armazém      |
| Grady Sutton      | Malcolm Scott        |
| Peggy Carroll     | Jitterbug            |
| Grant Withers     | Bob Hastings         |
| Hans Conried      | Gregg Stone          |
| Ariel Heath       | Flossie              |
| Lane Chandler     | Slim (não-creditado) |